# Знаменщиково
Знаме́нщиково (рос. Знаменщиково) — село у складі Сорокинського району Тюменської області, Росія.
Населення — 258 осіб (2010, 394 у 2002).
Національний склад станом на 2002 рік:
- росіяни — 81 %